# Neophoenix
Neophoenix là một chi rêu trong họ Pottiaceae.